# Al-Szaadi Kadhafi
Al-Szaadi Kadhafi (Tripoli, 1973. május 25. –) válogatott líbiai labdarúgó és katona, Moammer Kadhafi líbiai diktátor harmadik fia. A 2011-es líbiai polgárháborúban betöltött szerepe miatt az Interpol körözést adott ki ellene.

## Élete
Kadhafi 2000-ben kezdte labdarúgó pályafutását, különböző líbiai klubcsapatokban játszva. Moammer Kadhafi igyekezett mindenben támogatni fiát és annak klubcsapatát: egy törvényben megtiltatta a líbiai játékosok nevének használatát a meccsek alatt, egyedül Szaadi Kadhafi nevét volt szabad használni, a pályán levő többi játékost csak a mezszámuk alapján emlegették.
2003-ban Olaszországba került, ahol a Perugia Calcióval kötött szerződést. Technikai konzultánsa Diego Maradona, míg személyi edzője Ben Johnson kanadai sprinter volt. A csapattal azonban csak egy mérkőzésen vett részt, mivel nemsokára pozitív lett egy doppingtesztje, így kirúgták a csapattól. Ezt követően az Udinese Calcióval írt alá szerződést, de ezzel a csapattal is csak egy mérkőzésen vett részt, ahol mindössze 10 percet játszott. 2006–2007 között az UC Sampdoriához szerződött le, ahol azonban egyetlen meccsen sem vett részt.
Olaszországi tevékenységével párhuzamosan a líbiai labdarúgó-válogatott kapitánya volt és a Líbiai labdarúgó-szövetség elnöki pozícióját is betöltötte.
Olaszországi tartózkodása alatt Kadhafinak többször is meggyűlt a baja a helyi hatóságokkal drog és alkohol mértéktelen fogyasztása, valamint nő és férfi prostituáltak szolgáltatásainak igénybe vétele miatt. A líbiai polgárháború idején, Tripoli elfoglalása után líbiai felkelők meleg pornófilmeket találtak a házában. Ennek ellenére Kadhafi nős volt, a líbiai hadsereg egyik parancsnokának lányát vette feleségül.

### Szerepe a líbiai polgárháborúban
A Kafhafi-ellenes felkelés kitörése után Al-Szaadi Kadhafi vezető szerepet töltött be a lázadók elleni harcban. A felkelés kezdeti időszakában személyesen látogatta meg a városban levő katonai barakkokat és parancsot adott a demonstrálók elleni erőszakos fellépésre. A konfliktus eszkalálódását követően a líbiai különleges erők egyik parancsnoka lett.
2011. augusztus 24-én a CNN szerint tárgyalásokba kezdett a NATO csapatok parancsnokságával egy esetleges fegyverszünetről, majd az Al Arabija hírcsatornának nyilatkozva kijelentette, hogy apja kész a lemondásra és kifejezte tárgyalási készségét az Átmeneti Nemzeti Tanáccsal. Szeptember 5-én egy, a CNN hírcsatornának adott interjúban kifejtette, hogy szerinte a szembenálló felek közti tárgyalások megindulásának legfőbb akadálya testvére, Szajf al-Iszlám Kadhafi, akinek "agresszív" beszédei gátolják a párbeszédet.
Szeptember 11-én Kadhafi egy kanadai veterán segítségével Niger területére menekült. Szeptember 29-én az Interpol körözést adott ki ellene, de a nigeri kormány megtagadta Kadhafi kiadását.
December 7-én a mexikói kormány kijelentette, hogy a mexikói titkosszolgálat meghiúsított egy tervet, mely szerint Al-Szaadi Kadhafit álnév alatt Mexikóba juttatták volna.